# ICC World Test Championship 2019-2021
L'ICC World Test Championship 2019-2021 è  stato la prima edizione dell'ICC World Test Championship, un torneo di Test cricket per squadre nazionali. Si è tenuto dal 1º agosto 2019 (inizio del The Ashes 2019) al 22 giugno 2021, con finale disputata a Southampton tra il 18 e il 23 giugno 2021.
Il titolo è andato alla Nuova Zelanda, che in finale ha sconfitto l'India per 8 wickets.

## Formato
Il torneo è durato due anni e vi hanno partecipato nove delle dodici nazionali aventi il test status. Ogni squadra partecipante ha affrontato sei delle otto squadre avversarie in altrettante serie di Test match (tre serie in casa e tre in trasferta); sebbene il numero di serie sia uguale, il numero di Test affrontati non era uguale per tutte le squadre, poiché ogni serie poteva essere formata da un minimo di due ad un massimo di cinque Test. Il risultato di ogni partita assegnava alle squadre un numero di punti in base al risultato; le due squadre che al termine delle sei serie avevano il maggior numero di punti si sono scontrate nella finale che ha determinato la squadra vincitrice del torneo. Se la finale fosse terminata con un pareggio o un draw, entrambe le finaliste sarebbero state dichiarate vincitrici.

### Punti
Nel corso di ogni serie erano messi in palio 120 punti. I punti assegnati alle squadre al termine di ogni Test dipendevano sia dal risultato ottenuto sia dalla lunghezza della serie; il risultato complessivo di ogni serie non assegnava ulteriori punti. Stabiliti punti per ogni vittoria (120 / numero di partite nella serie), i punti per il pareggio (tie) erano la metà dei punti della vittoria, mentre i punti per un draw erano 1/3 dei punti della vittoria. Una partita abbandonata era considerata come un draw, ma se questo fosse accaduto per le cattive condizioni del campo, la squadra ospite avrebbe ottenuto gli stessi punti della vittoria.
| Test nella serie | Punti per la vittoria | Punti per il pareggio | Punti per il draw | Punti per la sconfitta |
| ---------------- | --------------------- | --------------------- | ----------------- | ---------------------- |
| 2                | 60                    | 30                    | 20                | 0                      |
| 3                | 40                    | 20                    | 13,3              | 0                      |
| 4                | 30                    | 15                    | 10                | 0                      |
| 5                | 24                    | 12                    | 8                 | 0                      |

Se al termine di una partita una squadra aveva uno slow over-rate (cioè non avrà raggiunto il numero di overs previsto per l'innings al lancio), incorreva in un over di penalizzazione, per ciascuno dei quali le venivano decurtati due punti in classifica.
Le squadre a pari punti in classifica erano ordinate in base al numero di serie vinte e, in secondo luogo, in base al rapporto runs-wickets.
I Test non inclusi nel World Test Championship (anche se giocati tra squadre partecipanti al torneo) non davano punti per la classifica generale del torneo.

## Partecipanti
Le squadre partecipanti erano le prime nove nazionali dell'ICC Test Championship:
- Australia
- Bangladesh
- Inghilterra
- India
- Nuova Zelanda
- Pakistan
- Sudafrica
- Sri Lanka
- Indie Occidentali

I restanti full members (Afghanistan, Irlanda e Zimbabwe, quest'ultimo attualmente sospeso dalle competizioni dell'ICC) hanno partecipato a vari Test che però non erano conteggiati ai fini del torneo.

## Programma
Il programma del torneo prevedeva per ogni squadra tre serie in casa e tre in trasferta, per un totale di 27 serie e 72 partite.
| In casa / In trasferta | AUS       | BAN       | ENG       | IND       | NZ        | PAK       | SA        | SL        | WIN       |
| ---------------------- | --------- | --------- | --------- | --------- | --------- | --------- | --------- | --------- | --------- |
| Australia              | -         | -         | -         | 4 partite | 3 partite | 2 partite | -         | -         | -         |
| Bangladesh             | 2 partite | -         | -         | -         | 2 partite | -         | -         | -         | 3 partite |
| Inghilterra            | 5 partite | -         | -         | -         | -         | 3 partite | -         | -         | 3 partite |
| India                  | -         | 2 partite | 5 partite | -         | -         | -         | 3 partite | -         | -         |
| Nuova Zelanda          | -         | -         | -         | 2 partite | -         | 2 partite | -         | -         | 3 partite |
| Pakistan               | -         | 2 partite | -         | -         | -         | -         | 2 partite | 2 partite | -         |
| Sudafrica              | 3 partite | -         | 4 partite | -         | -         | -         | -         | 2 partite | -         |
| Sri Lanka              | -         | 3 partite | 2 partite | -         | 2 partite | -         | -         | -         | -         |
| Indie Occidentali      | -         | -         | -         | 2 partite | -         | -         | 2 partite | 2 partite | -         |

## Campionato

### Classifica
Le prime due classificate si sono qualificate per la finale.
| Pos. | Squadra           | Serie | Serie | Serie | Serie | Test | Test | Test | Test | Test | Con. | Pt. | Pen. | %    |
| ---- | ----------------- | ----- | ----- | ----- | ----- | ---- | ---- | ---- | ---- | ---- | ---- | --- | ---- | ---- |
| Pos. | Squadra           | G     | V     | N     | P     | G    | V    | T    | D    | P    | Con. | Pt. | Pen. | %    |
| 1    | India             | 6     | 5     | 0     | 1     | 17   | 12   | 0    | 1    | 4    | 720  | 520 | 0    | 72,2 |
| 2    | Nuova Zelanda     | 5     | 3     | 1     | 1     | 11   | 7    | 0    | 0    | 4    | 600  | 420 | 0    | 70,0 |
| 3    | Australia         | 4     | 2     | 1     | 1     | 14   | 8    | 0    | 2    | 4    | 480  | 332 | 4    | 69,2 |
| 4    | Inghilterra       | 6     | 4     | 1     | 1     | 21   | 11   | 0    | 3    | 7    | 720  | 442 | 0    | 61,4 |
| 5    | Sudafrica         | 5     | 2     | 0     | 3     | 13   | 5    | 0    | 0    | 8    | 600  | 264 | 6    | 44,0 |
| 6    | Pakistan          | 5,5   | 3     | 0     | 3     | 12   | 4    | 0    | 3    | 5    | 660  | 286 | 0    | 43,3 |
| 7    | Sri Lanka         | 6     | 1     | 2     | 3     | 12   | 2    | 0    | 4    | 6    | 720  | 200 | 0    | 27,8 |
| 8    | Indie Occidentali | 6     | 1     | 1     | 4     | 13   | 3    | 0    | 2    | 8    | 720  | 194 | 6    | 26,9 |
| 9    | Bangladesh        | 3,5   | 0     | 0     | 4     | 7    | 0    | 0    | 1    | 6    | 420  | 20  | 0    | 4,8  |

### 2019

#### Inghilterra-Australia
| 1°-5 agosto 2019 Referto |

| Australia          | v | Inghilterra       |
| 284 (80.4 overs)   |   | 374 (135.5 overs) |
| 487/7d (112 overs) |   | 146 (52.3 overs)  |

| 14-18 agosto 2019 Referto |

| Inghilterra       | v | Australia          |
| 258 (77.1 overs)  |   | 250 (94.3 overs)   |
| 258/5d (71 overs) |   | 154/6 (47.3 overs) |

| 22-26 agosto 2019 Referto |

| Australia        | v | Inghilterra         |
| 179 (52.1 overs) |   | 67 (27.5 overs)     |
| 246 (75.2 overs) |   | 362/9 (125.4 overs) |

| 4-8 settembre 2019 Referto |

| Australia           | v | Inghilterra      |
| 497/8d (126 overs)  |   | 301 (107 overs)  |
| 186/6d (42.5 overs) |   | 197 (91.3 overs) |

| 12-16 settembre 2019 Referto |

| Inghilterra      | v | Australia        |
| 294 (87.1 overs) |   | 225 (68.5 overs) |
| 329 (95.3 overs) |   | 263 (77 overs)   |

#### Sri Lanka-Nuova Zelanda
| 14-18 agosto 2019 Referto |

| Nuova Zelanda    | v | Sri Lanka          |
| 249 (83.2 overs) |   | 267 (93.2 overs)   |
| 285 (106 overs)  |   | 268/4 (86.1 overs) |

| 22-26 agosto 2019 Referto |

| Sri Lanka        | v | Nuova Zelanda      |
| 244 (90.2 overs) |   | 431/6d (115 overs) |
| 122 (70.2 overs) |   |                    |

#### Indie Occidentali-India
| 22-26 agosto 2019 Referto |

| India                | v | Indie Occidentali |
| 297 (96.4 overs)     |   | 222 (74.2 overs)  |
| 343/7d (112.3 overs) |   | 100 (26.5 overs)  |

| 30 agosto-3 settembre 2019 Referto |

| India               | v | Indie Occidentali |
| 416 (140.1 overs)   |   | 117 (47.1 overs)  |
| 168/4d (54.4 overs) |   | 210 (59.5 overs)  |

### 2019-2020

#### India-Sudafrica
| 2-6 ottobre 2019 Referto |

| India              | v | Sudafrica         |
| 502/7d (136 overs) |   | 431 (131.2 overs) |
| 323/4d (67 overs)  |   | 191 (63.5 overs)  |

| 10-14 ottobre 2019 Referto |

| India                | v | Sudafrica         |
| 601/5d (156.3 overs) |   | 275 (105.4 overs) |
|                      |   | 189 (67.2 overs)  |

| 19-23 ottobre 2019 Referto |

| India                | v | Sudafrica        |
| 497/9d (116.3 overs) |   | 162 (56.2 overs) |
|                      |   | 133 (48 overs)   |

#### India-Bangladesh
| 14-18 novembre 2019 Referto |

| Bangladesh       | v | India              |
| 150 (58.3 overs) |   | 493/6d (114 overs) |
| 213 (69.2 overs) |   |                    |

| 22-26 novembre 2019 (D/N) Referto |

| Bangladesh       | v | India               |
| 106 (30.3 overs) |   | 347/9d (89.4 overs) |
| 195 (41.1 overs) |   |                     |

#### Australia-Pakistan
| 21-25 novembre 2019 Referto |

| Pakistan         | v | Australia         |
| 240 (86.2 overs) |   | 580 (157.4 overs) |
| 335 (84.2 overs) |   |                   |

| 29 novembre-3 dicembre 2019 (D/N) Referto |

| Australia          | v | Pakistan         |
| 589/3d (127 overs) |   | 302 (94.4 overs) |
|                    |   | 239 (82 overs)   |

#### Pakistan-Sri Lanka
| 11-15 dicembre 2019 Referto |

| Sri Lanka         | v | Pakistan         |
| 308/6d (97 overs) |   | 252/2 (70 overs) |
|                   |   |                  |

| 19-23 dicembre 2019 Referto |

| Pakistan           | v | Sri Lanka        |
| 191 (59.3 overs)   |   | 271 (85.5 overs) |
| 555/3d (131 overs) |   | 212 (62.5 overs) |

#### Australia-Nuova Zelanda
| 12-16 dicembre 2019 (D/N) Referto |

| Australia           | v | Nuova Zelanda    |
| 416 (146.2 overs)   |   | 166 (55.2 overs) |
| 217/9d (69.1 overs) |   | 171 (65.3 overs) |

| 26-30 dicembre 2019 Referto |

| Australia           | v | Nuova Zelanda    |
| 467 (155.1 overs)   |   | 148 (54.5 overs) |
| 168/5d (54.2 overs) |   | 240 (71 overs)   |

| 3-7 gennaio 2020 Referto |

| Australia         | v | Nuova Zelanda    |
| 454 (150.1 overs) |   | 256 (95.4 overs) |
| 217/2d (52 overs) |   | 136 (47.5 overs) |

#### Sudafrica-Inghilterra
| 26-30 dicembre 2019 Referto |

| Sudafrica        | v | Inghilterra      |
| 284 (84.3 overs) |   | 181 (53.2 overs) |
| 272 (61.4 overs) |   | 268 (93 overs)   |

| 3-7 gennaio 2020 Referto |

| Inghilterra        | v | Sudafrica         |
| 269 (91.5 overs)   |   | 223 (89 overs)    |
| 391/8d (111 overs) |   | 248 (137.4 overs) |

| 16-20 gennaio 2020 Referto |

| Inghilterra        | v | Sudafrica        |
| 499/9d (152 overs) |   | 209 (86.4 overs) |
|                    |   | 237 (88.5 overs) |

| 24-28 gennaio 2020 Referto |

| Inghilterra      | v | Sudafrica        |
| 400 (98.2 overs) |   | 183 (68.3 overs) |
| 248 (61.3 overs) |   | 274 (77.1 overs) |

#### Pakistan-Bangladesh
| 7-11 febbraio 2020 Referto |

| Bangladesh       | v | Pakistan          |
| 233 (82.5 overs) |   | 445 (122.5 overs) |
| 168 (62.2 overs) |   |                   |

| 5-9 aprile 2020 |

| Pakistan | v | Bangladesh |
|          |   |            |
|          |   |            |

#### Nuova Zelanda-India
| 21-25 febbraio 2020 Referto |

| India            | v | Nuova Zelanda     |
| 165 (68.1 overs) |   | 348 (100.2 overs) |
| 191 (81 overs)   |   | 9/0 (1.4 overs)   |

| 29 febbraio-4 marzo 2020 Referto |

| India          | v | Nuova Zelanda    |
| 242 (63 overs) |   | 235 (73.1 overs) |
| 124 (46 overs) |   | 132/3 (36 overs) |

### 2020

#### Wisden Trophy (Inghilterra-Indie Occidentali)
| 8-12 luglio 2020 Referto |

| Inghilterra       | v | Indie Occidentali  |
| 204 (67.3 overs)  |   | 318 (102 overs)    |
| 313 (111.2 overs) |   | 200/6 (64.2 overs) |

| 16-20 luglio 2020 Referto |

| Inghilterra        | v | Indie Occidentali |
| 469/9d (162 overs) |   | 287 (99 overs)    |
| 129/3d (19 overs)  |   | 198 (70.1 overs)  |

| 24-28 luglio 2020 Referto |

| Inghilterra       | v | Indie Occidentali |
| 369 (111.5 overs) |   | 197 (65 overs)    |
| 226/2d (58 overs) |   | 129 (37.1 overs)  |

#### Inghilterra-Pakistan
| 5-9 agosto 2020 Referto |

| Pakistan          | v | Inghilterra        |
| 326 (109.3 overs) |   | 169 (46.4 overs)   |
| 219 (70.3 overs)  |   | 277/7 (82.1 overs) |

| 13-17 agosto 2020 Referto |

| Pakistan         | v | Inghilterra         |
| 236 (91.2 overs) |   | 110/4d (43.1 overs) |
|                  |   |                     |

| 21-25 agosto 2020 Referto |

| Inghilterra          | v | Pakistan                 |
| 583/8d (154.4 overs) |   | 273 (93 overs)           |
|                      |   | 187/4 (83.1 overs) (f/o) |

### 2020-2021

#### Nuova Zelanda-Indie Occidentali
| 3-7 dicembre 2020 Referto |

| Nuova Zelanda      | v | Indie Occidentali |
| 519/7d (145 overs) |   | 138 (64 overs)    |
|                    |   | 247 (58.5 overs)  |

| 11-15 dicembre 2020 Referto |

| Nuova Zelanda   | v | Indie Occidentali |
| 460 (114 overs) |   | 131 (56.4 overs)  |
|                 |   | 317 (79.1 overs)  |

#### Border-Gavaskar Trophy (Australia-India)
| 17-21 dicembre 2020 (D/N) Referto |

| India            | v | Australia        |
| 244 (93.1 overs) |   | 191 (72.1 overs) |
| 36 (21.2 overs)  |   | 2/93 (21 overs)  |

| 26-30 dicembre 2020 Referto |

| Australia         | v | India             |
| 195 (72.3 overs)  |   | 326 (115.1 overs) |
| 200 (103.1 overs) |   | 2/70 (15.5 overs) |

| 7-11 gennaio 2021 Referto |

| Australia         | v | India             |
| 338 (105.4 overs) |   | 244 (100.4 overs) |
| 6/312d (87 overs) |   | 5/334 (131 overs) |

| 15-19 gennaio 2021 Referto |

| Australia         | v | India             |
| 369 (115.2 overs) |   | 336 (111.4 overs) |
| 294 (75.5 overs)  |   | 7/329 (97 overs)  |

#### Nuova Zelanda-Pakistan
| 26-30 dicembre 2020 Referto |

| Nuova Zelanda       | v | Pakistan          |
| 431 (155 overs)     |   | 239 (102.2 overs) |
| 180/5d (45.3 overs) |   | 271 (123.3 overs) |

| 3-7 gennaio 2021 Referto |

| Pakistan         | v | Nuova Zelanda        |
| 297 (83.5 overs) |   | 659/6d (158.5 overs) |
| 186 (81.4 overs) |   |                      |

#### Sudafrica-Sri Lanka
| 26-30 dicembre 2020 Referto |

| Sri Lanka        | v | Sudafrica         |
| 396 (96 overs)   |   | 621 (142.1 overs) |
| 180 (46.1 overs) |   |                   |

| 3-7 gennaio 2021 Referto |

| Sri Lanka        | v | Sudafrica         |
| 157 (40.3 overs) |   | 302 (75.4 overs)  |
| 211 (56.5 overs) |   | 67/0 (13.2 overs) |

#### Sri Lanka-Inghilterra
| 14-18 gennaio 2021 Referto |

| Sri Lanka         | v | Inghilterra       |
| 135 (46.1 overs)  |   | 421 (117.1 overs) |
| 359 (136.5 overs) |   | 76/3 (24.2 overs) |

| 22-26 gennaio 2021 Referto |

| Sri Lanka         | v | Inghilterra        |
| 381 (139.3 overs) |   | 344 (116.1 overs)  |
| 126 (35.5 overs)  |   | 164/4 (43.3 overs) |

#### Pakistan-Sudafrica
| 26-30 gennaio 2021 Referto |

| Sudafrica         | v | Pakistan          |
| 220 (69.2 overs)  |   | 378 (119.2 overs) |
| 245 (100.3 overs) |   | 90/3 (22.5 overs) |

| 4-8 febbraio 2021 Referto |

| Pakistan          | v | Sudafrica        |
| 272 (114.3 overs) |   | 201 (65.4 overs) |
| 298 (102 overs)   |   | 274 (91.4 overs) |

#### Bangladesh-Indie Occidentali
| 3-7 febbraio 2021 Referto |

| Bangladesh          | v | Indie Occidentali   |
| 430 (150.2 overs)   |   | 259 (96.1 overs)    |
| 223/8d (67.5 overs) |   | 395/7 (127.3 overs) |

| 11-15 febbraio 2021 Referto |

| Indie Occidentali | v | Bangladesh       |
| 409 (142.2 overs) |   | 296 (96.5 overs) |
| 117 (52.5 overs)  |   | 213 (61.3 overs) |

#### Anthony de Mello Trophy (India-Inghilterra)
| 5-9 febbraio 2021 Referto |

| Inghilterra       | v | India            |
| 578 (190.1 overs) |   | 337 (95.5 overs) |
| 178 (46.3 overs)  |   | 192 (58.1 overs) |

| 13-17 febbraio 2021 Referto |

| India            | v | Inghilterra      |
| 329 (95.5 overs) |   | 134 (59.5 overs) |
| 286 (85.5 overs) |   | 164 (54.2 overs) |

| 24-28 febbraio 2021 Referto |

| Inghilterra      | v | India            |
| 112 (48.4 overs) |   | 145 (53.2 overs) |
| 81 (30.4 overs)  |   | 49/0 (7.4 overs) |

| 4-8 marzo 2021 Referto |

| Inghilterra      | v | India             |
| 205 (75.5 overs) |   | 365 (114.4 overs) |
| 135 (54.5 overs) |   |                   |

#### Sobers-Tissera Trophy (Indie Occidentali-Sri Lanka)
| 21-25 marzo 2021 Referto |

| Sri Lanka         | v | Indie Occidentali |
| 169 (69.4 overs)  |   | 271 (103 overs)   |
| 476 (149.5 overs) |   | 236/4 (100 overs) |

| 29 marzo-2 aprile 2021 Referto |

| Indie Occidentali   | v | Sri Lanka        |
| 354 (111.1 overs)   |   | 258 (107 overs)  |
| 280/4d (72.4 overs) |   | 193/2 (79 overs) |

#### Sri Lanka-Bangladesh
| 21-25 aprile 2021 Referto |

| Bangladesh         | v | Sri Lanka          |
| 541/7d (173 overs) |   | 648/8d (179 overs) |
| 100/2 (33 overs)   |   |                    |

| 29 aprile-3 maggio 2021 Referto |

| Sri Lanka            | v | Bangladesh     |
| 493/7d (159.2 overs) |   | 251 (83 overs) |
| 194/9d (42.2 overs)  |   | 227 (71 overs) |

### 2021

#### Indie Occidentali-Sudafrica
| 10-14 giugno 2021 Referto |

| Indie Occidentali | v | Sudafrica        |
| 97 (40.5 overs)   |   | 322 (96.5 overs) |
| 162 (64 overs)    |   |                  |

| 18-22 giugno 2021 Referto |

| Sudafrica         | v | Indie Occidentali |
| 298 (112.4 overs) |   | 149 (54 overs)    |
| 174 (53 overs)    |   | 165 (58.3 overs)  |

## Finale
| 18-23 giugno 2021 Referto |

| India            | v | Nuova Zelanda      |
| 217 (92.1 overs) |   | 249 (99.2 overs)   |
| 170 (73 overs)   |   | 140/2 (45.5 overs) |